# Sopela Women's Team
El Sopela Women's Team és un equip ciclista femení basc. Creat al 2009, té categoria UCI Women's Team. Prèviament, se'l coneixia per Lointek Team (codi UCI: LTK).

## Classificacions UCI

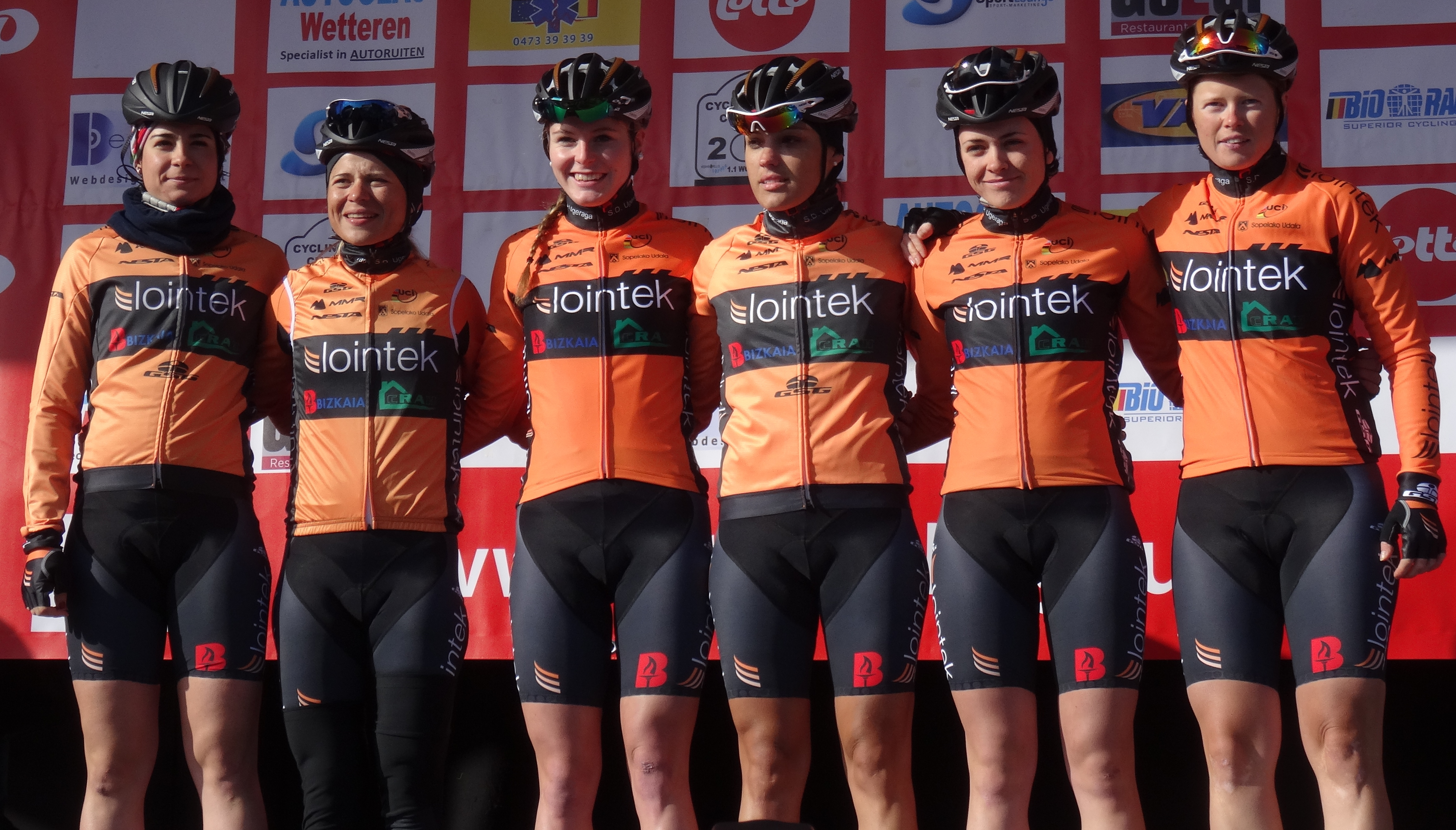
L'equip al 2015

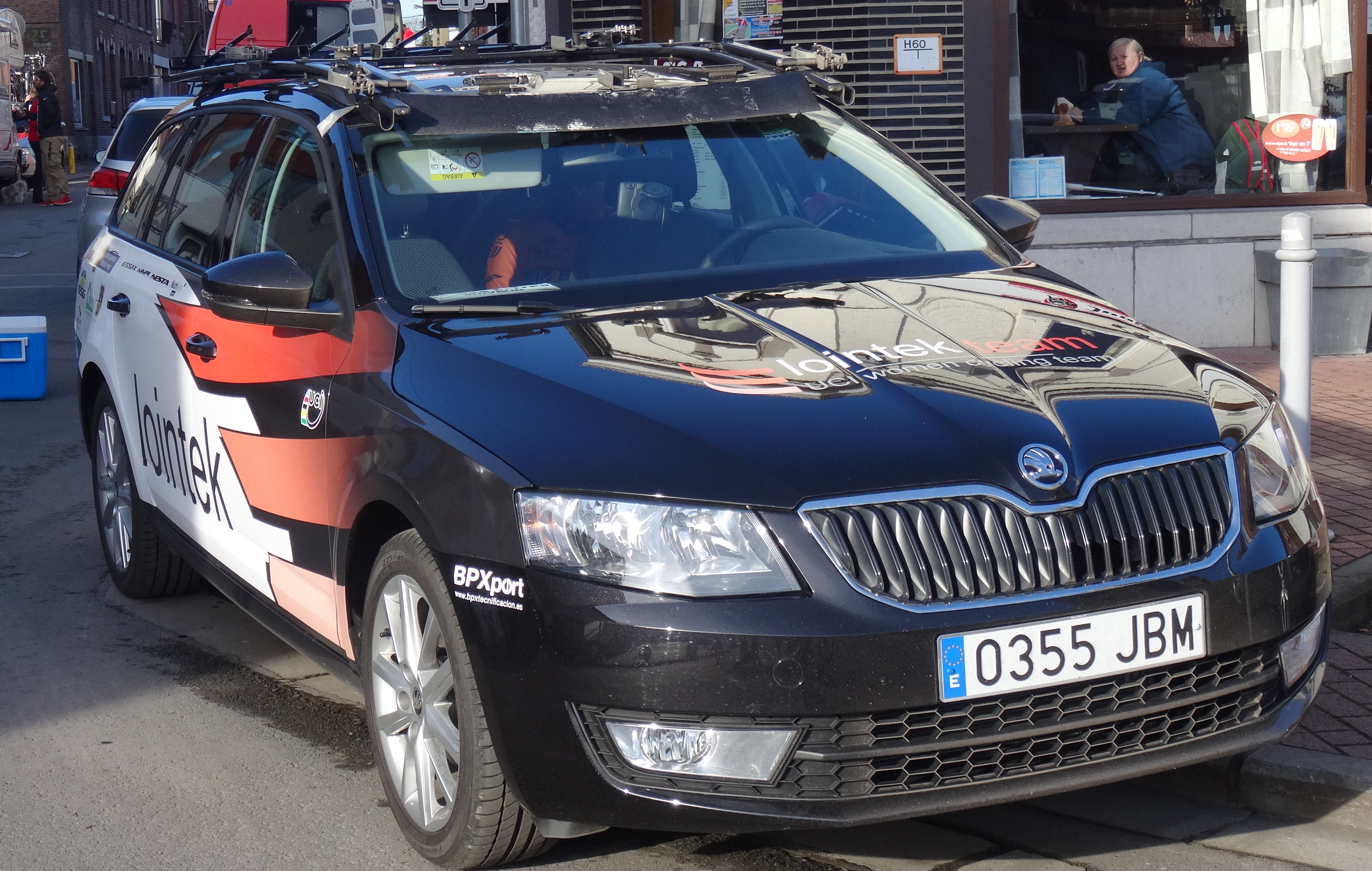
Vehicle de l'equip al 2015

Aquesta taula mostra la plaça de l'equip a la classificació de la Unió Ciclista Internacional a final de temporada i també la millor ciclista en la classificació individual de cada temporada.
| Temporada | Classificació per equips | Millor ciclista en la classificació individual |
| --------- | ------------------------ | ---------------------------------------------- |
| 2009      | 26è                      | Anne-Marie Schmitt (252a)                      |
| 2010      | 24è                      | Ester Alves (227a)                             |
| 2011      | 25è                      | Ester Alves (221a)                             |
| 2012      | 30è                      | Anna Potokina (141a)                           |
| 2013      | 26è                      | Edith Guillén (111a)                           |
| 2014      | 22è                      | Aude Biannic (57a)                             |
| 2015      | 22è                      | Sheyla Gutiérrez (68a)                         |
| 2016      | 40è                      | Eider Merino (359a)                            |
| 2017      | 31è                      | Eider Merino (112a)                            |

Del 2009 al 2015 l'equip va participar en la Copa del món
| Temporada | Classificació per equips | Millor ciclista en la classificació individual |
| --------- | ------------------------ | ---------------------------------------------- |
| 2009      | -                        | Anne-Marie Schmitt (117a)                      |
| 2010      | -                        | -                                              |
| 2011      | -                        | -                                              |
| 2012      | -                        | -                                              |
| 2013      | 25è                      | Alexia Muffat (100a)                           |
| 2014      | -                        | Fanny Riberot (61a)                            |
| 2015      | 31è                      | Fanny Riberot (24a)                            |

A partir del 2016, l'UCI Women's WorldTour va substituir la copa del món
| Temporada | Classificació per equips | Millor ciclista en la classificació individual |
| --------- | ------------------------ | ---------------------------------------------- |
| 2016      | -                        | -                                              |
| 2017      | 26è                      | Alba Teruel (93a)                              |

## Composició de l'equip
| \| Llista de l'equip 2012 \| Llista de l'equip 2012 \| Llista de l'equip 2012 \| Llista de l'equip 2012 \| \| Ciclista \| Data de naixement \| Equip previ \| \| \| ---------------------------------- \| ---------------------- \| -------------------------------------- \| ---------------------- \| \| Emilie Blanquefort \| 6 de maig de 1988 \| Vienne Futuroscope (2008) \| \| \| Maria del Mar Bonnín Palou \| 12 de maig de 1990 \| \| \| \| Mireia Epelde \| 29 de octubre de 1985 \| Bizkaia-Durango-Champion System (2009) \| \| \| Mathilde Favre \| 15 de setembre de 1993 \| \| \| \| Arantxa García \| 16 de agost de 1990 \| \| \| \| Lucía González Blanco \| 9 de juliol de 1990 \| \| \| \| Iúlia Ilinikh \| 6 de octubre de 1985 \| Fenixs-Petrogradets (2010) \| \| \| Eneritz Iturriagaetxebarria Mazaga \| 16 de setembre de 1980 \| Safi-Pasta Zara (2010) \| \| \| Belén López Morales \| 18 de abril de 1984 \| \| \| \| Margot Ortega \| 20 de febrer de 1990 \| ASPTT Dijon-Bourgogne (2011) \| \| \| Anna Potokina \| 18 de juny de 1987 \| \| \| \| Fanny Riberot \| 17 de març de 1983 \| Team Pro féminin Les Carroz (2008) \| \| \| Ana Usabiaga Balerdi \| 19 de gener de 1990 \| Eustrak-Euskadi (2009) \| \| \| Irene Usabiaga Balerdi \| 22 de setembre de 1993 \| \| \| \| \| \| \| \| \| Font: UCI \| \| \| \| |                        |                                        |  |
| Llista de l'equip 2012 |                        |                                        |  |
| Ciclista | Data de naixement      | Equip previ                            |  |
| Emilie Blanquefort | 6 de maig de 1988      | Vienne Futuroscope (2008)              |  |
| Maria del Mar Bonnín Palou | 12 de maig de 1990     |                                        |  |
| Mireia Epelde | 29 de octubre de 1985  | Bizkaia-Durango-Champion System (2009) |  |
| Mathilde Favre | 15 de setembre de 1993 |                                        |  |
| Arantxa García | 16 de agost de 1990    |                                        |  |
| Lucía González Blanco | 9 de juliol de 1990    |                                        |  |
| Iúlia Ilinikh | 6 de octubre de 1985   | Fenixs-Petrogradets (2010)             |  |
| Eneritz Iturriagaetxebarria Mazaga | 16 de setembre de 1980 | Safi-Pasta Zara (2010)                 |  |
| Belén López Morales | 18 de abril de 1984    |                                        |  |
| Margot Ortega | 20 de febrer de 1990   | ASPTT Dijon-Bourgogne (2011)           |  |
| Anna Potokina | 18 de juny de 1987     |                                        |  |
| Fanny Riberot | 17 de març de 1983     | Team Pro féminin Les Carroz (2008)     |  |
| Ana Usabiaga Balerdi | 19 de gener de 1990    | Eustrak-Euskadi (2009)                 |  |
| Irene Usabiaga Balerdi | 22 de setembre de 1993 |                                        |  |
| |                        |                                        |  |
| Font: UCI |                        |                                        |  |

| \| Llista de l'equip 2013 \| Llista de l'equip 2013 \| Llista de l'equip 2013 \| Llista de l'equip 2013 \| \| Ciclista \| Data de naixement \| Equip previ \| \| \| ---------------------------------------------- \| ---------------------- \| ---------------------------------- \| ---------------------- \| \| Emma Crum \| 28 de gener de 1989 \| ASPTT Dijon-Bourgogne (2012) \| \| \| Mathilde Favre \| 15 de setembre de 1993 \| \| \| \| Lucía González Blanco \| 9 de juliol de 1990 \| \| \| \| Edith Guillén Chavarría (10 de juny–31 de des) \| 5 de març de 1985 \| \| \| \| Sheyla Gutiérrez Ruiz \| 1 de gener de 1994 \| \| \| \| Iúlia Ilinikh \| 6 de octubre de 1985 \| Fenixs-Petrogradets (2010) \| \| \| Belén López Morales \| 18 de abril de 1984 \| \| \| \| Eider Merino Cortázar \| 2 de agost de 1994 \| \| \| \| Alexia Muffat \| 15 de novembre de 1992 \| ASPTT Dijon-Bourgogne (2012) \| \| \| Maite Murgia \| 14 de gener de 1992 \| \| \| \| Fanny Riberot \| 17 de març de 1983 \| Team Pro féminin Les Carroz (2008) \| \| \| Ana Usabiaga Balerdi \| 19 de gener de 1990 \| Eustrak-Euskadi (2009) \| \| \| Irene Usabiaga Balerdi \| 22 de setembre de 1993 \| \| \| \| Ielena Utróbina \| 1 de gener de 1985 \| Faren-Honda (2012) \| \| \| \| \| \| \| \| Font: UCI \| \| \| \| |                        |                                    |  |
| Llista de l'equip 2013 |                        |                                    |  |
| Ciclista | Data de naixement      | Equip previ                        |  |
| Emma Crum | 28 de gener de 1989    | ASPTT Dijon-Bourgogne (2012)       |  |
| Mathilde Favre | 15 de setembre de 1993 |                                    |  |
| Lucía González Blanco | 9 de juliol de 1990    |                                    |  |
| Edith Guillén Chavarría (10 de juny–31 de des) | 5 de març de 1985      |                                    |  |
| Sheyla Gutiérrez Ruiz | 1 de gener de 1994     |                                    |  |
| Iúlia Ilinikh | 6 de octubre de 1985   | Fenixs-Petrogradets (2010)         |  |
| Belén López Morales | 18 de abril de 1984    |                                    |  |
| Eider Merino Cortázar | 2 de agost de 1994     |                                    |  |
| Alexia Muffat | 15 de novembre de 1992 | ASPTT Dijon-Bourgogne (2012)       |  |
| Maite Murgia | 14 de gener de 1992    |                                    |  |
| Fanny Riberot | 17 de març de 1983     | Team Pro féminin Les Carroz (2008) |  |
| Ana Usabiaga Balerdi | 19 de gener de 1990    | Eustrak-Euskadi (2009)             |  |
| Irene Usabiaga Balerdi | 22 de setembre de 1993 |                                    |  |
| Ielena Utróbina | 1 de gener de 1985     | Faren-Honda (2012)                 |  |
| |                        |                                    |  |
| Font: UCI |                        |                                    |  |

| \| Llista de l'equip 2014 \| Llista de l'equip 2014 \| Llista de l'equip 2014 \| Llista de l'equip 2014 \| \| Ciclista \| Data de naixement \| Equip previ \| \| \| -------------------------------------------- \| ---------------------- \| ---------------------------------- \| ---------------------- \| \| Aude Biannic \| 27 de març de 1991 \| SC Michela Fanini Rox (2013) \| \| \| Mélanie Bravard (1 de gen–17 de ago) \| 13 de abril de 1987 \| GSD Gestion (2012) \| \| \| Alicia González Blanco \| 27 de maig de 1995 \| \| \| \| Lucía González Blanco \| 9 de juliol de 1990 \| \| \| \| Sheyla Gutiérrez Ruiz \| 1 de gener de 1994 \| \| \| \| Mélodie Lesueur \| 12 de març de 1990 \| ESGL 93-GSD Gestion (2010) \| \| \| Belén López Morales \| 18 de abril de 1984 \| \| \| \| Eider Merino Cortázar \| 2 de agost de 1994 \| \| \| \| Aida Nuño Palacio (28 de març–31 de des) \| 24 de novembre de 1983 \| \| \| \| Fanny Riberot \| 17 de març de 1983 \| Team Pro féminin Les Carroz (2008) \| \| \| Irene Usabiaga Balerdi \| 22 de setembre de 1993 \| \| \| \| Aurore Verhoeven \| 15 de gener de 1990 \| Futurumshop.nl-Polaris (2013) \| \| \| Eugénie Duval (1 de ago–31 de des, aprenent) \| 3 de maig de 1993 \| \| \| \| \| \| \| \| \| Font: UCI \| \| \| \| |                        |                                    |  |
| Llista de l'equip 2014 |                        |                                    |  |
| Ciclista | Data de naixement      | Equip previ                        |  |
| Aude Biannic | 27 de març de 1991     | SC Michela Fanini Rox (2013)       |  |
| Mélanie Bravard (1 de gen–17 de ago) | 13 de abril de 1987    | GSD Gestion (2012)                 |  |
| Alicia González Blanco | 27 de maig de 1995     |                                    |  |
| Lucía González Blanco | 9 de juliol de 1990    |                                    |  |
| Sheyla Gutiérrez Ruiz | 1 de gener de 1994     |                                    |  |
| Mélodie Lesueur | 12 de març de 1990     | ESGL 93-GSD Gestion (2010)         |  |
| Belén López Morales | 18 de abril de 1984    |                                    |  |
| Eider Merino Cortázar | 2 de agost de 1994     |                                    |  |
| Aida Nuño Palacio (28 de març–31 de des) | 24 de novembre de 1983 |                                    |  |
| Fanny Riberot | 17 de març de 1983     | Team Pro féminin Les Carroz (2008) |  |
| Irene Usabiaga Balerdi | 22 de setembre de 1993 |                                    |  |
| Aurore Verhoeven | 15 de gener de 1990    | Futurumshop.nl-Polaris (2013)      |  |
| Eugénie Duval (1 de ago–31 de des, aprenent) | 3 de maig de 1993      |                                    |  |
| |                        |                                    |  |
| Font: UCI |                        |                                    |  |

| \| Llista de l'equip 2015 \| Llista de l'equip 2015 \| Llista de l'equip 2015 \| Llista de l'equip 2015 \| \| Ciclista \| Data de naixement \| Equip previ \| \| \| ------------------------------------------------------ \| ---------------------- \| ---------------------------------- \| ---------------------- \| \| Evelyn García Marroquín \| 29 de desembre de 1982 \| Pasta Zara-Cogeas (2013) \| \| \| Alicia González Blanco \| 27 de maig de 1995 \| \| \| \| Lucía González Blanco \| 9 de juliol de 1990 \| \| \| \| Sheyla Gutiérrez Ruiz \| 1 de gener de 1994 \| \| \| \| Soline Lamboley \| 11 de octubre de 1996 \| \| \| \| Mélodie Lesueur \| 12 de març de 1990 \| ESGL 93-GSD Gestion (2010) \| \| \| Belén López Morales \| 18 de abril de 1984 \| \| \| \| Cristina Martínez Bonafé \| 2 de gener de 1996 \| \| \| \| Eider Merino Cortázar \| 2 de agost de 1994 \| \| \| \| Aida Nuño Palacio (23 de abr–31 de des) \| 24 de novembre de 1983 \| \| \| \| Fanny Riberot \| 17 de març de 1983 \| Team Pro féminin Les Carroz (2008) \| \| \| Carmen Soto Pérez (13 de maig–31 de des) \| 12 de agost de 1974 \| \| \| \| Alba Teruel Ribes \| 17 de agost de 1996 \| \| \| \| Dafne Theroux-Izquierdo (7 de ago–31 de des, aprenent) \| 9 de abril de 1996 \| \| \| \| Aurore Verhoeven \| 15 de gener de 1990 \| Futurumshop.nl-Polaris (2013) \| \| \| \| \| \| \| \| Font: UCI \| \| \| \| |                        |                                    |  |
| Llista de l'equip 2015 |                        |                                    |  |
| Ciclista | Data de naixement      | Equip previ                        |  |
| Evelyn García Marroquín | 29 de desembre de 1982 | Pasta Zara-Cogeas (2013)           |  |
| Alicia González Blanco | 27 de maig de 1995     |                                    |  |
| Lucía González Blanco | 9 de juliol de 1990    |                                    |  |
| Sheyla Gutiérrez Ruiz | 1 de gener de 1994     |                                    |  |
| Soline Lamboley | 11 de octubre de 1996  |                                    |  |
| Mélodie Lesueur | 12 de març de 1990     | ESGL 93-GSD Gestion (2010)         |  |
| Belén López Morales | 18 de abril de 1984    |                                    |  |
| Cristina Martínez Bonafé | 2 de gener de 1996     |                                    |  |
| Eider Merino Cortázar | 2 de agost de 1994     |                                    |  |
| Aida Nuño Palacio (23 de abr–31 de des) | 24 de novembre de 1983 |                                    |  |
| Fanny Riberot | 17 de març de 1983     | Team Pro féminin Les Carroz (2008) |  |
| Carmen Soto Pérez (13 de maig–31 de des) | 12 de agost de 1974    |                                    |  |
| Alba Teruel Ribes | 17 de agost de 1996    |                                    |  |
| Dafne Theroux-Izquierdo (7 de ago–31 de des, aprenent) | 9 de abril de 1996     |                                    |  |
| Aurore Verhoeven | 15 de gener de 1990    | Futurumshop.nl-Polaris (2013)      |  |
| |                        |                                    |  |
| Font: UCI |                        |                                    |  |

| \| Llista de l'equip 2016 \| Llista de l'equip 2016 \| Llista de l'equip 2016 \| Llista de l'equip 2016 \| \| Ciclista \| Data de naixement \| Equip previ \| \| \| -------------------------- \| ---------------------- \| ----------------------------- \| ---------------------- \| \| Maria del Mar Bonnín Palou \| 12 de maig de 1990 \| BZK Emakumeen Bira (2015) \| \| \| María Calderón Fernández \| 23 de març de 1997 \| \| \| \| Empar Fèlix Tur \| 11 de abril de 1994 \| \| \| \| Chloe Fraser \| 20 de setembre de 1993 \| Team Rytger (2015) \| \| \| Rocío García Martínez \| 29 de agost de 1997 \| \| \| \| Alicia González Blanco \| 27 de maig de 1995 \| \| \| \| Elisabet Llabrés Ferrer \| 11 de setembre de 1997 \| \| \| \| Belén López Morales \| 18 de abril de 1984 \| \| \| \| Lucía González Blanco \| 9 de juliol de 1990 \| \| \| \| Cristina Martínez Bonafé \| 2 de gener de 1996 \| \| \| \| Eider Merino Cortázar \| 2 de agost de 1994 \| \| \| \| Anna Ramírez Bauxell \| 14 de març de 1981 \| Bizkaia-Durango (2015) \| \| \| Teresa Ripoll Sabaté \| 3 de febrer de 1997 \| \| \| \| Gloria Rodríguez Sánchez \| 6 de març de 1992 \| BZK Emakumeen Bira (2015) \| \| \| Alba Teruel Ribes \| 17 de agost de 1996 \| \| \| \| Aurore Verhoeven \| 15 de gener de 1990 \| Futurumshop.nl-Polaris (2013) \| \| \| \| \| \| \| \| Font: UCI \| \| \| \| |                        |                               |  |
| Llista de l'equip 2016 |                        |                               |  |
| Ciclista | Data de naixement      | Equip previ                   |  |
| Maria del Mar Bonnín Palou | 12 de maig de 1990     | BZK Emakumeen Bira (2015)     |  |
| María Calderón Fernández | 23 de març de 1997     |                               |  |
| Empar Fèlix Tur | 11 de abril de 1994    |                               |  |
| Chloe Fraser | 20 de setembre de 1993 | Team Rytger (2015)            |  |
| Rocío García Martínez | 29 de agost de 1997    |                               |  |
| Alicia González Blanco | 27 de maig de 1995     |                               |  |
| Elisabet Llabrés Ferrer | 11 de setembre de 1997 |                               |  |
| Belén López Morales | 18 de abril de 1984    |                               |  |
| Lucía González Blanco | 9 de juliol de 1990    |                               |  |
| Cristina Martínez Bonafé | 2 de gener de 1996     |                               |  |
| Eider Merino Cortázar | 2 de agost de 1994     |                               |  |
| Anna Ramírez Bauxell | 14 de març de 1981     | Bizkaia-Durango (2015)        |  |
| Teresa Ripoll Sabaté | 3 de febrer de 1997    |                               |  |
| Gloria Rodríguez Sánchez | 6 de març de 1992      | BZK Emakumeen Bira (2015)     |  |
| Alba Teruel Ribes | 17 de agost de 1996    |                               |  |
| Aurore Verhoeven | 15 de gener de 1990    | Futurumshop.nl-Polaris (2013) |  |
| |                        |                               |  |
| Font: UCI |                        |                               |  |

| \| Llista de l'equip 2017 \| Llista de l'equip 2017 \| Llista de l'equip 2017 \| Llista de l'equip 2017 \| \| Ciclista \| Data de naixement \| Equip previ \| \| \| ----------------------------------------------- \| ---------------------- \| ------------------------- \| ---------------------- \| \| Empar Fèlix Tur \| 11 de abril de 1994 \| \| \| \| Natalia Fischer Egusquiza (1 de gen–31 de maig) \| 20 de desembre de 1993 \| \| \| \| Beatriu Gómez Franquet \| 6 de maig de 1987 \| \| \| \| Alicia González Blanco \| 27 de maig de 1995 \| \| \| \| Lucía González Blanco \| 9 de juliol de 1990 \| \| \| \| Ziortza Isasi Cristóbal \| 5 de agost de 1995 \| BZK Emakumeen Bira (2015) \| \| \| Elisabet Llabrés Ferrer \| 11 de setembre de 1997 \| \| \| \| Belén López Morales \| 18 de abril de 1984 \| \| \| \| Cristina Martínez Bonafé \| 2 de gener de 1996 \| \| \| \| Eider Merino Cortázar \| 2 de agost de 1994 \| \| \| \| Anna Ramírez Bauxell \| 14 de març de 1981 \| Bizkaia-Durango (2015) \| \| \| Gloria Rodríguez Sánchez \| 6 de març de 1992 \| BZK Emakumeen Bira (2015) \| \| \| Alba Teruel Ribes \| 17 de agost de 1996 \| \| \| \| Ariadna Trias Jordán (12 de jul–31 de des) \| 27 de abril de 1995 \| \| \| \| \| \| \| \| \| Font: UCI \| \| \| \| |                        |                           |  |
| Llista de l'equip 2017 |                        |                           |  |
| Ciclista | Data de naixement      | Equip previ               |  |
| Empar Fèlix Tur | 11 de abril de 1994    |                           |  |
| Natalia Fischer Egusquiza (1 de gen–31 de maig) | 20 de desembre de 1993 |                           |  |
| Beatriu Gómez Franquet | 6 de maig de 1987      |                           |  |
| Alicia González Blanco | 27 de maig de 1995     |                           |  |
| Lucía González Blanco | 9 de juliol de 1990    |                           |  |
| Ziortza Isasi Cristóbal | 5 de agost de 1995     | BZK Emakumeen Bira (2015) |  |
| Elisabet Llabrés Ferrer | 11 de setembre de 1997 |                           |  |
| Belén López Morales | 18 de abril de 1984    |                           |  |
| Cristina Martínez Bonafé | 2 de gener de 1996     |                           |  |
| Eider Merino Cortázar | 2 de agost de 1994     |                           |  |
| Anna Ramírez Bauxell | 14 de març de 1981     | Bizkaia-Durango (2015)    |  |
| Gloria Rodríguez Sánchez | 6 de març de 1992      | BZK Emakumeen Bira (2015) |  |
| Alba Teruel Ribes | 17 de agost de 1996    |                           |  |
| Ariadna Trias Jordán (12 de jul–31 de des) | 27 de abril de 1995    |                           |  |
| |                        |                           |  |
| Font: UCI |                        |                           |  |